# El Tala (Uruguay)
El Tala es una localidad uruguaya del departamento de Soriano.

## Ubicación
La localidad se encuentra situada en la zona noreste del departamento de Soriano, entre los arroyos del Tala (al oeste) y Juncal (al este), y 2.5 km al norte de la ruta 14. Dista 65 km de la capital departamental Mercedes, mientras que las localidades más cercanas son Palmar (24 km) y Villa Darwin (30 km).

## Población
Según el censo de 2011 la localidad contaba con una población de 73 habitantes.
| --            | 93 | 73 |
| (Fuente: INE) |    |    |